# 히가시오구산초메 정류장
히가시오구산초메 정류장(일본어: 東尾久三丁目停留場)은 일본 도쿄도 아라카와구 히가시오구 3초메에 있는 도쿄 도 교통국 도덴 아라카와 선의 정류장이다.

## 정류장 구조
상대식 승강장 2면 2선의 지상역 구조이다. 두 개의 플랫폼은 다소 떨어져 있다.

## 정류장 주변
- 도립 오규노하라 공원
- 아라카와 구립 제9중학교
- 사립 기타토시마 학원

## 역사
- 1913년 4월 1일: 영업 개시.

## 인접 정류장
| 도쿄 도 교통국 ■ 도덴 아라카와 선 | 도쿄 도 교통국 ■ 도덴 아라카와 선 | 도쿄 도 교통국 ■ 도덴 아라카와 선 |
| --------------------------------- | --------------------------------- | --------------------------------- |
| 구마노마에 와세다 방면            |                                   | 마치야니초메 미노와바시 방면      |